# Médicament biologique
Un biomédicament ou médicament biologique est un produit biotechnologique, pharmacologiquement actif, non obtenu par la chimie de synthèse mais synthétisé par une source biologique (cellule vivante) ou extraite d'elle.
Ceci inclut des protéines (par exemple hormones, cytokines, anticorps, des vaccins, etc.) et des glycanes (anticoagulants tels que les héparine), c'est-à-dire des macromolécules généralement très complexes (par leur formule chimique, leur taille et configuration spatiale).
Les thérapies les utilisant sont dites biothérapies ; elles sont en pleine expansion dans le monde, mais coûteuses et contribuant à la hausse des dépenses de santé.

## Histoire
La première substance biologique a été l'insuline humaine recombinée, produite en « recombinant » des bactéries, homologuée en 1982.
Les biotechnologies ont commencé à se développer à échelle industrielle au milieu des années 1980, et de 2003 à 2006, les substances biologiques comptaient déjà pour 24 % des nouvelles homologations/approbations aux Etats-Unis et 22 % au sein de l'Union Européenne.
Vers 2010, dix d'entre eux comptaient parmi les médicaments les plus vendus (pour une valeur de 1 à 3,2 milliards de dollars pour l'industrie pharmaceutique) pour traiter des maladies du sang et du système immunitaire, des cancers ou remplacer l'insuline naturelle.
Depuis, des centaines de protéines, produits sanguins recombinés, anticorps monoclonaux et vaccins issus du génie génétique ont été mis sur le marché.

## Spécificités

### Fabrication
Ces molécules peuvent notamment être directement dérivées du sang et du plasma sanguin humain ou animal, ou être des protéines recombinées, produites par génie génétique à partir d'organismes génétiquement modifiés (dont par exemple des bactéries cultivées en bioréacteurs ou des plantes).

### Molécules
À la différence des molécules issues de la pharmacochimie classique, les biomédicaments sont généralement des protéines et des glycanes, et à ce titre des molécules bien plus grandes, lourdes, et complexes. A. Maizia & H. Nabi, à titre d'exemple, rappelaient en 2019 qu'une immunoglobulines de type G (IgG) de 660 acides aminés a une masse molaire de 150 000 g/mol, un interféron de 165 acides aminés a une masse molaire de 19 625 g/mol alors qu’un médicament de synthèse chimique comme l'aspirine a une masse molaire de seulement 180 g/mol,. Du fait de leur structure et de leur mode de production (par des organismes vivants), l'ensemble des molécules obtenues n'est pas aussi homogène que lorsqu'on produit des molécules par synthèse chimique classique : des isoformes et variantes de la molécule peuvent être présentes dans un même lot de fabrication, avec une variabilité déterminée. Or la configuration 3D des protéines, souvent très complexe, a un rôle essentiel pour leur efficacité pharmaceutique, ce qui n'est que très rarement le cas des médicaments chimique.

## Définition réglementaire européenne
Selon la Directive européenne 2001/83/CE modifiée par la Directive 2003/63/CE (Annexe I, Partie I, 3.2.1.1.b.) :

« Un médicament biologique est un produit dont la substance active est une substance biologique. Une substance biologique est une substance qui est produite à partir d'une source biologique ou en est extraite et dont la caractérisation et la détermination de la qualité nécessitent une combinaison d'essais physico-chimico-biologiques, ainsi que la connaissance de son procédé de fabrication et de son contrôle. Sont considérés comme médicaments biologiques : les médicaments immunologiques et les médicaments dérivés du sang et du plasma humains définis respectivement à l'article 1er, paragraphes 4 et 10 ; les médicaments entrant dans le champ d'application de la partie A de l'annexe du règlement (CEE) no 2309/93 ; les médicaments de thérapie innovante définis dans la partie IV de la présente annexe. »

Ainsi, un médicament peut contenir un principe actif d'origine biologique (obtenu par fermentation par exemple) sans pour autant être considéré comme un « médicament biologique » au sens de la réglementation.
La classification comme médicament biologique entraîne généralement une réglementation plus stricte, en raison de la qualité du produit plus difficile à garantir et à maîtriser.

## Usages
De plus en plus nombreux depuis les années 1980, ils ont révolutionné le traitement des maladies inflammatoires notamment en immunologie, rhumatologie, dermatologie, gastroentérologie, néphrologie, pneumologie, neurologie et médecine de transplantation, avec par exemple les anticorps monoclonaux, protéines de fusion, inhibiteurs de cytokines ou cytokines, qui agissent en activant ou inhibant certaines étapes ou mécanismes immunologiques et/ou inflammatoires. Ils ont des effets secondaires parfois problématiques, mais ont permis de mieux traiter des maladies très dures et invalidantes (ex : maladie de Crohn ou polyarthrite rhumatoïde).

## Similarité et de l'interchangeabilité des biogénériques?
Quand un brevet a expiré, des « équivalents » génériques dits « biosimilaires » peuvent être produits par un autre laboratoire pharmaceutique et commercialisés à moindre coût. Mais pour les médicaments biologiques, à cause de leur complexité structurelle et de la variabilité de la source biologique, les équivalents ne sont jamais absolument semblables au médicament qu'ils copient, d'autant que 20 ans après le dépôt du brevet, la méthode de fabrication peut avoir significativement changé. Leur efficacité, sécurité ou leur pharmacocinétique peut être différente.
C'est pourquoi pour les médicaments biologiques on ne parle pas de médicaments génériques mais de médicaments biosimilaires, pour lesquels existe une législation spécifique d'autorisation de mise sur le marché (AMM) La procédure est définie dans l'Annexe I, Partie II de la Directive 2003/63/CE. Cette procédure d'enregistrement est plus lourde que celle des médicaments génériques.
Les agents de santé craignent parfois de passer d'un médicament de référence à un biosimilaire chez un patient en cours de traitement du fait d'un risque d’immunogénicité potentiellement plus élevé que dans le cas des médicaments de synthèse.

## Effets secondaires, risques nouveaux et biosécurité
Dans le contexte de la mondialisation et de d'une rapide expansion technologique, depuis les années 1980, plusieurs scandales et crises sanitaires (crise du prion, scandale du sang contaminé, etc.) ont mis en exergue les risques iatrogènes spécifiques aux médicaments d’origine biologique, notamment dénoncés par l'Institute for Science and Society (ISIS).
Ces médicaments « miment » avec plus ou moins de précision nos mécanismes physiologiques internes et sont généralement plutôt bien tolérés. Ceci « pourrait laisser à penser que les répercussions indésirables de ces médicaments sont modestes, voire inexistantes. On sait cependant qu’il n’en est rien »,. Des études et des alertes sanitaires ont montré que les biomédicaments récemment homologués sont statistiquement plus souvent à l'origine d'effet secondaires inattendus que les médicaments chimiques de synthèse. La FDA a émis de nombreuses mises en garde sur les médicaments à base d’anticorps monoclonaux mais qui n'ont pas été très suivies. 
Parmi le cas qui ont attiré l'attention sur ces risques nouveaux et mal compris figurent :
- le Tysabri (natalizumab), un biomédicament destiné à traiter la sclérose en plaques , suspendu par la FDA après que deux patients soient morts d'une leucoencéphalopathie[14]
- un test clinique (TGN1412) de projet de biomédicament à base d’anticorps monoclonaux (anticorps anti-CD28), test ensuite renommé Elephant man clinical trial, qui en 2006 a produit un violent « choc cytokinique » chez six jeunes volontaires en bonne santé qui furent rapidement confrontés à une défaillance multi-organes[15],[16].

Selon un travail publié en 2009 par le journal JAMA, les biomédicaments ont pour cette raison suscité plus de mesures de réglementation que les médicaments chimiques mis sur le marché dans le même temps. Une équipe néerlandaise a étudié un groupe de médicaments biologiques homologués aux États-Unis et dans l'UE de 1995 à 2008 : 24% de ces molécules ont suscité des mesures de réglementation sécuritaires supplémentaires ; pour des raisons encore mal comprises, 8,5% biomédicaments classiques risquent une alerte sécuritaire dans leurs dix premières années après homologation (contre 17 pour cent pour les produits biologiques).
Le risque de trouver des prions, bactéries ou virus zoonotiques ou d'origine humaine semble de mieux en mieux pris en compte, mais des déclenchements ou exacerbation d'effets secondaires inattendus existent, encore mal compris dans le cas de médicaments dérivés du sang (MDS) ou issus de cultures biotechnologiques basées sur des cellules eucaryotes non humaines (animales, végétales, fongiques, bactériennes...), éventuellement transgénique).
Des alertes sanitaires ont mis en avant des troubles systémiques ou locaux, un risque accru d'allergies, d'anaphylaxie dont tempête de cytokines, d'insuffisance cardiaque, d'accident vasculaire cérébral ou de cancers, mais aussi d'infection, de trouble du système immunitaire ou d'autres complications, parfois graves entrainant une hausse de la mortalité,. Une réaction allergique (choc anaphylactique ou réaction anaphylactoïde) est dans ce contexte souvent difficile à distinguer d'une réaction plutôt «immunologique». Une équipe suisse a proposé en 2010 un classement en 5 types majeurs de réactions couvrant à la fois les effets liés à l’action souhaitée de ces molécules et les conséquences non-souhaitées ou dangereuses (immunologiques ou allergiques).
Ces risques semblent lié à l'introduction dans l’organisme de molécules résiduelles du processus (et notamment de solvants, fragments moléculaires étrangers) ou protéines légèrement différentes des protéines humaines).
Les représentants de l'industrie pharmaceutique et certaines agences sanitaires estiment que ceci est dû au fait que l'on traite des maladies graves où les patients risquent plus de développer ces effets , mais une étude de 2008 a conclu que « La nature des problèmes de sécurité identifiée après l'approbation des produits biologiques est souvent liée à l'effet immunomodulateur. Parce que les produits biologiques devraient avant tout être approuvés pour une catégorie de maladies, ils sont plus susceptibles d'être soumis à des mesures de réglementation, une surveillance étroite étant recommandée ». Le scientifique en chef d'une société de production d'anticorps (InNexux) aurait dit « C'est l'utilisation à long terme qui peut entraîner des problèmes je crois, c’est une chose assumée » (selon Nature Biotechnology).
La biosécurité des biomédicaments implique :
- une bonne qualité de la « matière première » ; son contrôle a beaucoup progressé grâce aux progrès de la biotechnologie et des tests (screening individuel ou en pool des dons de sang ou de plasma, recherche de marqueurs directs (antigènes, génomes) et indirects (anticorps) de virus majeurs[18].
- une bonne traçabilité et transparence de la filière (afin de pouvoir retrouver l'origine d'un éventuel défaut, pour éviter qu'il ne se reproduise) ;
- des procédures respectées de sécurisation de toutes les étapes de fabrication. À titre d'exemple : pour la réduction du risque viral, ces étapes seront 1) la purification du principe actif (étapes dites de partition), 2) l'inactivation des virus (traitement solvant–détergent, chauffage) ; 3) l'élimination des virus (nanofiltration)[18] ;
- des contrôles biochimiques, bactériologiques et virologiques, fiables tout au long de la chaîne ; ils doivent porter sur les produits intermédiaires et/ou a minima sur le produit fini. Si le produit est injectable et livré en seringue, celle-ci doit être et rester parfaitement stérile, et si nécessaire protégée de la lumière et conservée sous une certaine température ;
- une amélioration continue basée sur les retours d'expérience et l'évolution de la science de manière à garantir, dans toute la mesure du raisonnablement possible, dans les conditions scientifiques et techniques du moment, l’absence de toxicité, d'allergénicité et d’infectiosité liée à des bactéries ou virus connus ou inconnus, de prions, etc.